# Fritz Rumey
Fritz Rumey, né le 3 mars 1891 et mort le 27 septembre 1918, est un pilote d'avion de chasse allemand ayant servi au cours de la Première Guerre mondiale, considéré comme un as de l'aviation de cette période.
Au début de la guerre, Fritz Rumey sert avec le 45e régiment d'infanterie, puis avec le 3e régiment de grenadiers sur le front Russe. C'est au printemps 1915 qu'il parvient à obtenir un transfert vers la Force aérienne. Il débute comme observateur avec la FA 19.
En 1917, il effectue le grand saut en intégrant l'aviation de chasse. Il rejoint successivement la Jasta 2, l'escadrille Boelke puis la Jasta 5.
Le 26 juin 1918, pour son 25e succès, il abat l'as canadien Edward Eaton.
Rumey sera blessé à deux reprises : le 25 août 1918 et ensuite le 24 septembre juste après avoir décroché sa 45e victoire. On le retrouve pourtant trois jours plus tard à bord de son Fokker VII. Ce sera son dernier vol. Percuté en plein vol par le S.E.5 du Sud-Africain George Lawson (en), il est contraint de sauter dans le vide au-dessus de Neuville-Saint-Rémy. Son parachute ne s'ouvrira pas. Fritz Rumey décède à l'âge de 27 ans.